# دانيل هورفاث
دانيل هورفاث (بالمجرية: Horváth Dániel)‏ هو لاعب كرة قدم مجري في مركز حراسة المرمى، ولد في 25 يناير 1996 في جيور في المجر. لعب مع غيور تورنا أوزتالي.

## وصلات خارجية
- دانيل هورفاث على موقع قاعدة بيانات كرة القدم.إي يو (الإنجليزية)
- دانيل هورفاث على موقع Soccerway.com (الإنجليزية)